# Tăuții-Măgherăuș
Tăuții Măgherăuș (Misztótfalu en hongrois jusqu'en 1927, Miszmogyorós actuellement, en hongrois toujours) est une ville roumaine du județ de Maramureș, dans la région historique de Transylvanie et dans la région de développement du Nord-Ouest.

## Géographie
Tăuții Măgherăuș est située à 11 km à l'ouest de Baia Mare, la préfecture du județ et elle fait quasiment partie de son agglomération, d'autant plus que l'aéroport international de Baia Mare est implanté sur son territoire.
La ville est traversée par la route nationale DN1C (itinéraire européen E58) qui unit Baia Mare et Satu Mare.
La commune se compose de la ville de Tăuții Măgherăuș elle-même et de 6 villages : Băița, Bozâanta Mare, Bușag, Merișor, Nistru et Ulmoasa.

## Histoire
Les traces de peuplement remontent au XIIe siècle.
La première mention écrite de la cité date de 1440 où elle est signalée comme étant un fief de la famille Morocz qui possédait aussi la ville de Seini.
Comme le reste du județ de Maramureș, Tăuții Măgherăuș a appartenu à l'Empire Austro-hongrois, comitat de Szatmár, jusqu'en 1920 où elle a intégré la Roumanie au Traité de Trianon.
Elle a ensuite été annexée par la Hongrie durant la Seconde Guerre mondiale et a retrouvé le territoire roumain en 1944.

## Politique
| Parti | Parti                                      | Sièges |
| ----- | ------------------------------------------ | ------ |
|       | Parti social-démocrate (PSD)               | 9      |
|       | Parti national libéral (PNL)               | 2      |
|       | Parti vert (PV)                            | 2      |
|       | Union démocrate magyare de Roumanie (UDMR) | 1      |
|       | Parti national démocrate (PND)             | 1      |

## Démographie
La commune de Tăuții Măgherăuș a toujours eu une population roumaine majoritaire.
En 1910, on comptait 3 147 Roumains (68,6 %) et 1 368 Hongrois (29,8 %).
En 1930, on comptait 3 351 Roumains (73 %) pour 1 138 Hongrois (24,8 %).
En 2002, Tăuții Măgherăuș est habitée par 5 660 Roumains (84,3 %) et 969 Hongrois (14,4 %).
En 2002, la répartition religieuse était la suivante 78,3 % orthodoxes, 12,1 % catholiques, 3,9 % greco-catholiques, 3,5 % réformés.
En 2002, la population de la commune se répartit comme suit :
- Tăuții Măgherăuș, 2 232 habitants.
- Băița, 1 806 habitants.
- Bozânta Mare; 595 habitants.
- Bușag, 543 habitants.
- Merișor, 252 habitants.
- Nistru, 1 088 habitants.
- Ulmoasa, 197 habitants.

Lors du recensement de 2011, 82,55 % de la population se déclarent roumains et 11,86 % comme hongrois (1,21 % déclarent une autre appartenance ethnique et 4,35 % ne déclarent pas d'appartenance ethnique).

## Économie
La commune possède 1 711 ha de terres agricoles, 826 ha de pâturages, le reste étant constitué de forêts.
L'aéroport international de Baia Mare est situé sur le territoire de la commune de Tăuții Măgherăuș.
Plusieurs entreprises de conditionnement de jus de fruits et de fabrication de meubles sont installées à Tăuții Măgherăuș.

## Jumelages
- Martfű (Hongrie)